# Верджате
Верджате (італ. Vergiate) — муніципалітет в Італії, у регіоні Ломбардія,  провінція Варезе.
Верджате розташоване на відстані близько 530 км на північний захід від Рима, 50 км на північний захід від Мілана, 16 км на південний захід від Варезе.
Населення — 8910 осіб (2014).
Щорічний фестиваль відбувається 11 листопада. Покровитель — святий Мартин.

## Демографія
Населення за роками:

Станом на 1 січня 2023 року в муніципалітеті офіційно проживало 505 іноземців з 51 країни, серед них 113 громадян країн Євросоюзу та 37 громадян України.

## Сусідні муніципалітети
- Арсаго-Сепріо
- Казале-Літта
- Комаббіо
- Голазекка
- Меркалло
- Морнаго
- Сесто-Календе
- Сомма-Ломбардо
- Варано-Боргі